# District of Columbia v. Heller
District of Columbia v. Heller ist eine grundlegende Entscheidung des Obersten Gerichtshofs der Vereinigten Staaten, in der festgestellt wurde, dass der 2. Zusatzartikel zur Verfassung der Vereinigten Staaten das Recht jedes Bürgers schützt, zu privaten Zwecken eine Waffe zu besitzen. Zum ersten Mal in seiner Geschichte setzte sich der Gerichtshof mit der Frage auseinander, ob sich ein Einzelner auf das in der Verfassung festgeschriebene Recht eine Waffe zu besitzen berufen kann, oder ob es sich hierbei um ein Recht der Allgemeinheit handelt.
Am 26. Juni 2008 bestätigte der Oberste Gerichtshof das Urteil des United States Court of Appeals for the District of Columbia Circuit im Fall Parker v. District of Columbia.
Das Berufungsgericht hatte verschiedene Bestimmungen des Firearms Control Regulations Act of 1975 für verfassungswidrig erklärt und festgestellt, dass Handfeuerwaffen „Waffen“ im Sinne des 2. Verfassungszusatzes seien, und dass das in dem Gesetz getroffene Verbot von Handfeuerwaffen verfassungswidrig sei. Ebenso unwirksam seien diejenigen Bestimmungen des Gesetzes, die forderten, dass alle Waffen, auch Gewehre und Flinten, ungeladen und demontiert oder zumindest besonders gesichert aufbewahrt werden müssen.

## Hintergründe
2002 machte sich Robert A. Levy, leitender Wissenschaftler am Cato Institute, zusammen mit Clark M. Neily III auf die Suche nach potentiellen Klägern für einen Rechtsstreit um den 2. Verfassungszusatz, den Levy persönlich finanzieren wollte. Obwohl er selbst nie im Besitz einer Waffe gewesen war, wollte er aus akademischer Sicht die Reichweite des 2. Verfassungszusatzes gerichtlich klären lassen.
Sein Vorhaben richtete er dabei an der von Thurgood Marshall verfolgten Strategie aus, mit der dieser schon die Rassentrennung überwunden hatte.
Die beiden Initiatoren fassten eine Gruppe von Klägern ins Auge, die sowohl hinsichtlich ihres Alters, ihres Geschlechts und ihres wirtschaftlichen Hintergrundes möglichst verschieden war. Sie entschieden sich letztlich für Shelly Parker, Tom G. Palmer, Gillian St. Lawrence, Tracey Ambeau, George Lyon und Dick Heller. Levy kannte nur Tom Palmer, während die sechs Kläger sich nicht kannten.
Zu den Entscheidungen, die sich bislang mit dem Recht des Einzelnen eine Waffe zu tragen beschäftigt hatten, gehörte unter anderem der Fall United States v. Emerson aus dem Jahr 2001, in welchem das Gericht für ein solches Recht geurteilt hatte. Demgegenüber hatte sich das Gericht im Fall Silveira v. Lockyer 2002 gegen ein solches Recht ausgesprochen. Der Oberste Gerichtshof der Vereinigten Staaten hatte sich bislang nicht auf eine Position festgelegt.

## Das Verfahren vor dem District Court of Columbia
Im Februar 2003 erhoben die sechs von Levy und Neily ausgewählten Einwohner Washingtons Klage zum District Court for the District of Columbia. Sie machten die Verfassungswidrigkeit von verschiedenen Bestimmungen des Firearms Control Regulations Act of 1975 geltend. Dieses Gesetz verbot den Einwohnern Washingtons den Besitz von Handfeuerwaffen. Ausgenommen waren nur solche Waffen, die vor 1975 registriert wurden oder die sich im Besitz von Gesetzeshütern befanden. Zudem schrieb das Gesetz vor, dass alle Waffen, auch Gewehre und Flinten, ungeladen und demontiert oder zumindest besonders gesichert aufbewahrt werden müssten. Das Gericht wies die Klage ab.

## Das Verfahren vor dem Court of Appeals
In der Berufungsverhandlung ließ der United States Court of Appeals for the District of Columbia Circuit die Klage mit 2:1 Stimmen zu und hob die angegriffenen Bestimmungen auf. Richterin Karen L. Henderson sowie die Richter Thomas B. Griffith und Laurence H. Silberman hatten über den Fall zu entscheiden, wobei Richter Silberman das Urteil und Richterin Henderson das Sondervotum verfasste.
Zunächst setzte sich das Gericht mit der Frage auseinander, ob die Kläger klagebefugt waren. Die Richter kamen zu dem Ergebnis, dass von den sechs Klägern nur Dick Heller klagebefugt war, da er einen Waffenschein beantragt hatte, sein Antrag jedoch abgelehnt wurde.
Dann wandten sich die Richter der Frage zu, inwieweit der 2. Verfassungszusatz dem Einzelnen das Recht eine Waffe zu tragen zuerkennt. Sie führten aus, dass ein solches Recht nur für den privaten Waffengebrauch, wie etwa zum Jagen, Fischen oder der Selbstverteidigung bestünde, wobei letztere als Widerstand gegen Gesetzlosigkeit Privater oder Handlungen einer tyrannischen Regierung zu verstehen sei. Weiter legte das Urteil fest, dass, obwohl das Recht eine Waffe zu tragen vor allem den Bürgerwehren zugutekommen solle, es nicht auf diese beschränkt sei. Das Gericht sah Handfeuerwaffen als „Waffen“ im Sinne des 2. Verfassungszusatzes an und folgerte daher, dass sie nicht verboten werden dürften, auch wenn dem 2. Verfassungszusatz durchaus angemessene Grenzen zu setzen seien.
Das Gericht erklärte zudem die Bestimmungen des Gesetzes für verfassungswidrig, die eine spezielle Aufbewahrung von Waffen vorsahen. Die Richter des District Court hatten argumentiert, dass in diese Bestimmungen ein ungeschriebenes Recht zur Selbstverteidigung hineingedeutet werden könne und sie deshalb nicht verfassungswidrig seien. Dem trat der Court of Appeals mit der Argumentation entgegen, dass die von den Bestimmungen vorgesehene Form der Aufbewahrung einem Verbot gleichkomme.

### Das Sondervotum
In ihrem Sondervotum führte Richterin Henderson aus, dass der 2. Verfassungszusatz nicht für Einwohner von Washington D.C. Anwendung finde. Sie begründete ihre Ansicht damit, dass der District of Columbia kein Bundesstaat im Sinne des 2. Verfassungszusatzes sei. In der Entscheidung United States v. Miller habe sich der Oberste Gerichtshof dahingehend festgelegt, dass der Schutz des 2. Verfassungszusatzes nur gegenüber Bundesstaaten gelte.

### Antrag auf Wiederaufnahme
Im April 2007 beantragte der Bürgermeister von Washington D.C. Adrian Fenty die Wiederaufnahme des Verfahrens. Er begründete seinen Antrag damit, dass die Entscheidung in Widerspruch zu anderen Entscheidungen stünde. Am 8. Mai 2007 lehnte das Gericht die Wiederaufnahme mit 6:4 Stimmen ab.

## Die Entscheidung des Obersten Gerichtshofs
Die Antragsgegner wandten sich an den Obersten Gerichtshof der Vereinigten Staaten. Die Kläger unterstützten den Antrag. Der Gerichtshof nahm die Streitigkeit am 20. November 2007 zur Entscheidung an. Der Gerichtshof formulierte die zu entscheidende Frage wie folgt:
„Das Gericht hat vorliegend die Frage zu entscheiden, ob die §§ 7-2502.02 (a) (4), 22-4504 (a) und 7-2507.02 das im 2. Verfassungszusatz verbriefte Recht des Einzelnen, der nicht einer staatlich organisierten Bürgerwehr angehört, sondern Hand- und andere Feuerwaffen zum privaten Gebrauch besitzen will, verletzen.“
Damit setzte sich der Gerichtshof zum ersten Mal seit dem im Jahr 1939 entschiedenen Fall United States v. Miller mit der Reichweite des 2. Verfassungszusatzes auseinander.

### Amicus curiae
Wegen der umstrittenen Thematik zog der Fall viel Aufmerksamkeit auf sich. Verschiedene Interessengruppen verfassten sogenannte Amicus-curiae-Schriftsätze, 47 drängten auf eine Bestätigung des Urteils, 20 forderten ein Rückverweisung an den Court of Appeals.
Die Mehrheit der Mitglieder des Kongresses schloss sich dem Schriftsatz von Stephen P. Halbrook an, der forderte, das Urteil des Berufungsgerichts aufzuheben und es dem Kongress zu überlassen, ein entsprechendes Verbot zu verabschieden. Der damalige Vizepräsident der Vereinigten Staaten Dick Cheney schloss sich als Präsident des Senats diesem Schriftsatz an und setzte sich damit in Widerspruch zu dem von der Regierung Bush vertretenen Standpunkt. Ebenfalls unterschrieben wurde der Schriftsatz von dem Senator von Arizona und späteren Präsidentschaftskandidaten John McCain. Der damalige Senator von Illinois und spätere Präsident Barack Obama lehnte eine Beteiligung ab.
Die Mehrzahl der amerikanischen Bundesstaaten schloss sich dem von Greg Abbott, dem Generalstaatsanwalt von Texas, verfassten Schriftsatz an, in dem gefordert wurde, das Berufungsurteil zu bestätigen. Abbott stellte dabei das besondere Interesse der Bundesstaaten in den Vordergrund, die Gesetze zum Verbot von Feuerwaffen auf bundesstaatlicher Ebene verabschieden zu können.
Eine Reihe von Organisationen verfasste entsprechende Schriftsätze, in denen eine Zurückverweisung des Falles gefordert wurde, unter ihnen das Justizministerium.

### Mündliche Verhandlung

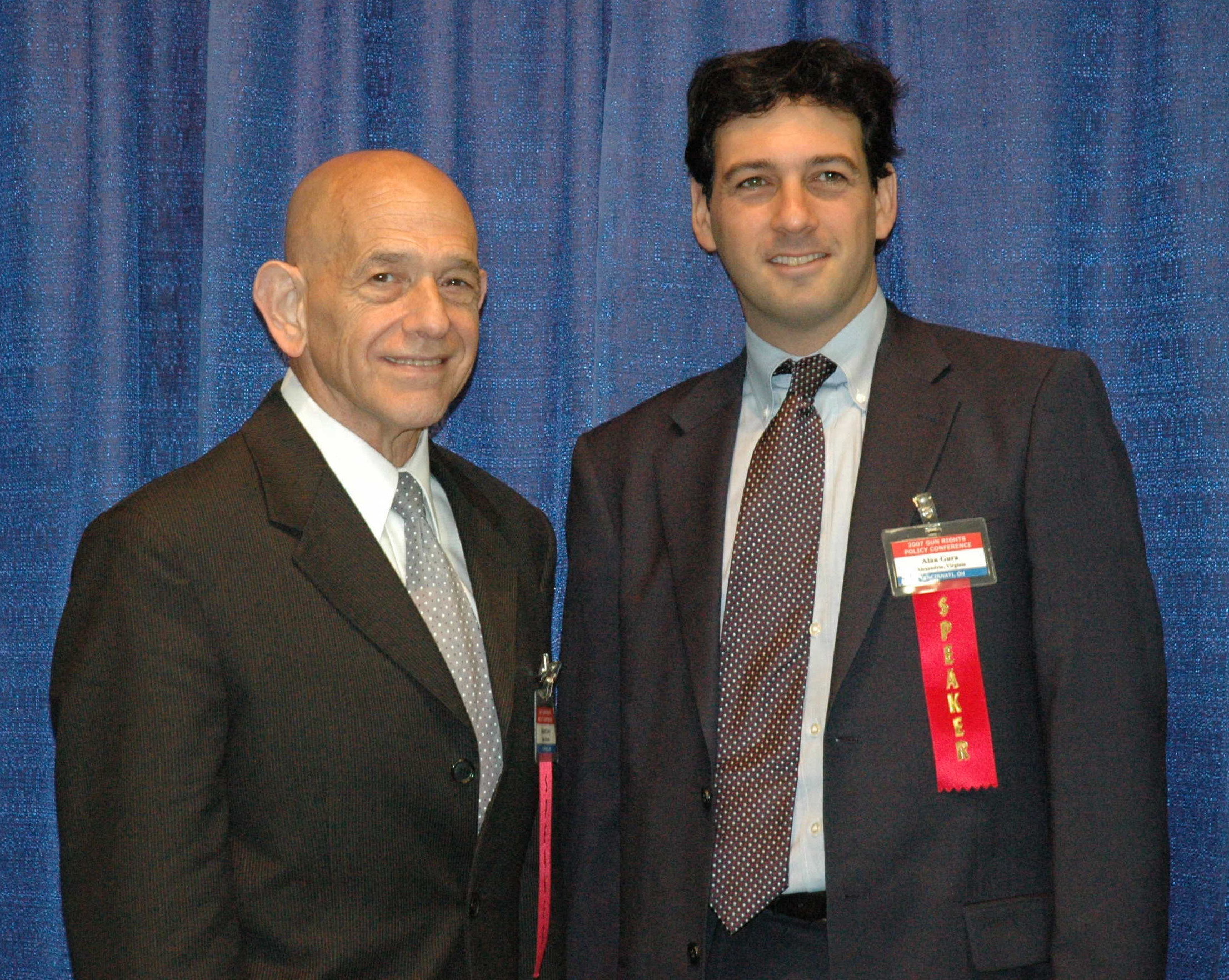
Robert A. Levy (links) und Alan Gura, die Berater Hellers.

Die mündliche Verhandlung vor dem Obersten Gerichtshof fand am 18. März 2008 statt. Das Protokoll sowie ein Audio-Mitschnitt wurden veröffentlicht.
Zunächst hatte jede Partei 15 Minuten Zeit um ihre Argumente vorzutragen. Danach stellte der Solicitor General Paul D. Clement die Sicht der Bundesregierung dar.
Walter E. Dellinger von O'Melveny & Myers und zugleich Professor der juristischen Fakultät der Duke University vertrat den Beklagten. Unterstützt wurde er dabei unter anderem von Todd Kim, dem Solicitor General des District of Columbia.
Für den Kläger trat Alan Gura, ein in Washington niedergelassener Anwalt als Vertreter vor dem Obersten Gerichtshof auf. Robert Levy und Clark Neily unterstützten ihn bei seiner Arbeit.

### Die Entscheidung
Am 26. Juni 2008 traf der Oberste Gerichtshof mit 5:4 Stimmen seine Entscheidung und bestätigte die Entscheidung des Berufungsgerichts. Richter Antonin Scalia, der das Urteil für die Mehrheit verfasste, führte aus:
„Wir sind der Ansicht, das vom District of Columbia ausgesprochene Verbot des Besitzes von Handfeuerwaffen verstößt ebenso gegen den 2. Verfassungszusatz wie die Bestimmungen, die die Aufbewahrung funktionierender Waffen in Privatbesitz zum Zweck der Selbstverteidigung verbietet. Daher wird das Urteil des Berufungsgerichts bestätigt.“
Mit dieser Entscheidung wurde zum ersten Mal in der Geschichte der Vereinigten Staaten ein Berufungsurteil eines Bundesgerichts bestätigt, das auf Grundlage des 2. Verfassungszusatzes ein Gesetz für verfassungswidrig erklärte.
Der Gerichtshof begründete seine Entscheidung damit, dass
- der 2. Verfassungszusatz ein Recht jedes Einzelnen beinhalte, eine Waffe zum Zwecke der Selbstverteidigung zu besitzen und mit sich zu führen. Dies ergebe sich schon aus dem Wortlaut, in dem von dem „Volk“ die Rede sei;
- sich dieses Recht nicht auf Angehörige einer staatlich organisierten Bürgerwehr beschränke;
- eine historische Auslegung des 2. Verfassungszusatzes auf ein solches Recht hindeute. Der geschichtliche Kontext, in dem der 2. Verfassungszusatz verabschiedet worden sei, die Auslegung, die er im 19. Jahrhundert erfahren habe und die Gewährung ähnlicher Rechte durch die Verfassungen der Bundesstaaten stützen eine solche Auslegung;
- keines der vom Obersten Gerichtshof bisher zum 2. Verfassungszusatz gefällten Urteile eine solche Auslegung verbiete.

Trotz allem, so die Richter weiter, sei dieses Recht nicht unbeschränkt. Es erstrecke sich nicht auf jede Waffe, jede Art der Mitführung zu jedem Zweck. Vielmehr solle durch das Urteil nicht an denjenigen Gesetzen gerüttelt werden, die den Waffenbesitz von Verbrechern, Geisteskranker oder das Führen von Waffen an heiklen Orten wie Schulen und Regierungsgebäuden verböten. Auch hätten solche Gesetze Bestand, die den Verkauf von Waffen regelten.
Die Verfassungswidrigkeit ergebe sich aus dem Verbot einer bestimmten Gattung von Waffen, die von der großen Mehrheit der Amerikaner zu dem legalen Zweck der Selbstverteidigung angeschafft würden. Aus demselben Grund sei es verfassungswidrig, die Aufbewahrung so zu regeln, dass Waffen in nicht funktionsfähigem Zustand aufbewahrt werden müssten. Hierdurch würden die Bürger um ihr Recht auf Selbstverteidigung gebracht.
Der von Richter Scalia verkündeten Entscheidung schlossen sich die Richter Anthony Kennedy, Clarence Thomas und Samuel Alito, sowie der Präsident des Gerichtshofs John Roberts an.

### Angesprochene Gesichtspunkte der Mehrheitsentscheidung
Den Kern der Entscheidung bildet die enge Verbindung zwischen dem 2. Verfassungszusatz und dem Recht auf Selbstverteidigung.
In der Mehrheitsentscheidung, die sich vor allem auf historische Materialien stützt, geht das Gericht davon aus, dass das Recht eine Waffe zu besitzen und sie zu tragen, ein Individualrecht ist.
Richter Scalia führt dazu aus, dass das im 2. Verfassungszusatz benannte „Volk“ dasselbe sei, dem auch der Schutz des 1. und des 4. Verfassungszusatzes zugute komme. Der Wortlaut sei aus dem Blickwinkel der Bürger zu verstehen. Zwar sei er der Auslegung zugänglich, jedoch dürfte diese nicht zu einer rein rechtstechnischen Anwendung führen.
Hierauf aufbauend, ging die Mehrheitsentscheidung davon aus, dass ein absolutes Verbot von Handfeuerwaffen zum einen dem durch den 2. Verfassungszusatz garantierten Recht auf Selbstverteidigung zuwiderlaufe. Zum anderen widerspreche ein solches Verbot dem in der Entscheidung United States v. Miller festgelegten Grundsatz des Allgemeingebrauchs, wonach Handfeuerwaffen, da sie in der heutigen Zeit im Allgemeingebrauch ständen, geschützt seien.
Dies führt nach der Mehrheitsentscheidung zu dem Ergebnis, dass der District of Columbia dem Kläger Heller entweder die Registrierung seiner Waffe erlauben und ihm eine Lizenz zum Führen derselben ausstellen müsse. Zumindest müssten jedoch die Anforderungen zur Erlangung einer solchen Lizenz so ausgestaltet werden, dass es dem Kläger möglich sei, eine Waffe zu besitzen und sie auch mit sich zu führen.
In einem Obiter dictum äußert sich die Mehrheitsentscheidung dann zur Reichweite des Rechts eine Waffe zu besitzen:
„Auch wenn wir keine vollumfassende historische Analyse zur Reichweite des 2. Verfassungszusatzes vorgenommen haben, bestehen keine Zweifel daran, dass solche Gesetze, die den Waffenbesitz von Verbrechern und Geisteskranken regeln oder das Führen von Waffen an heiklen Orten wie Schulen und Regierungsgebäuden verbieten oder solche Regelungen, die den privaten Waffenverkauf steuern auch weiterhin Bestandskraft haben.“
Die Entscheidung sagt indes nichts darüber, nach welchen Maßstäben nachgeordnete Gerichte zukünftige, ähnlich gelagerte Fälle entscheiden sollen. Da es sich bei diesem Fall um den ersten vom Obersten Gerichtshof entschiedenen Fall zum 2. Verfassungszusatz handle, könnten nicht alle Fragen umfassend beantwortet werden.

### Dissenting opinions
In einer dissenting opinion machte Richter John Paul Stevens deutlich, dass er die Mehrheitsentscheidung für nicht tragbar und „wenig überzeugend“ halte.
Sie setze sich in Widerspruch mit etlichen Präjudizien und führe so zu einem Umsturz der bisherigen Rechtsprechung. Stevens machte zudem darauf aufmerksam, dass im 2. Verfassungszusatz jede Bezugnahme auf das Recht des Einzelnen, eine Waffe zum privaten Gebrauch zu besitzen fehle, anders als den Verfassungen von Pennsylvania und Vermont.
Die dissenting opinion Stevens' beruht auf vier Punkten:
- dass die Gründerväter ein individuelles Recht zum Waffenbesitz deutlich im Wortlaut des 2. Verfassungszusatzes zum Ausdruck gebracht hätten, wäre ein solches Recht beabsichtigt gewesen;
- dass die ausdrückliche Bezugnahme des 2. Verfassungszusatzes auf eine staatlich organisierte Bürgerwehr ein solches Recht Privater gerade ausschließe;
- dass Entscheidungen der Untergerichte, die nach der Miller-Entscheidung lediglich von einem Recht der Allgemeinheit zum Waffenbesitz ausgegangen seien, sogenannte stare decisis seien, über die sich der Gerichtshof nicht einfach hinwegsetzen könne;
- und dass sich der Gerichtshof bei seiner Entscheidung nicht mit der Wirksamkeit von Bundesgesetzen, die den Waffenbesitz regeln, auseinandergesetzt habe.

Der abweichenden Meinung schlossen sich die Richter David Souter, Ruth Bader Ginsburg und Stephen Breyer an.
Richter Breyer verfasste zudem eine eigene dissenting opinion, in der er darlegte, dass selbst ein individuelles Recht zum Waffenbesitz die Wirksamkeit des vom District of Columbia erlassenen Gesetzes nicht beeinflusse.
Breyer argumentierte mit frühen städtischen Gesetzen, die die Lagerung von Schießpulver und – beispielsweise in Boston – das Tragen geladener Waffen in bestimmten Gebäuden verboten. Demnach sei der 2. Verfassungszusatz dahingehend zu verstehen, dass darin gerade keine Regelung des privaten Waffenbesitzes erfolgen sollte. Auch bedürfe es einer Reglementierung des privaten Waffenbesitzes, da Feuerwaffen täglich für 69 Tote in den Vereinigten Staaten verantwortlich seien.
Auf Grundlage dieser Argumente kam Breyer zu dem Ergebnis, dass es kein von der Verfassung garantiertes Recht gebe, geladene Waffen zum Privatgebrauch aufzubewahren.

## Teilnahme von Interessengruppen
An der Diskussion um die Auslegung des 2. Verfassungszusatzes beteiligten sich auch verschiedene Interessengruppen. Die National Rifle Association (NRA), die sich anfangs sehr zurückhaltend zeigte, da sie befürchtete, der Fall könne verloren gehen, unterstützte schließlich die Klägerseite. Die Brady Campaign to Prevent Gun Violence wollte dagegen eine Änderung des Waffenrechts im District of Columbia erreichen, um den Fall so der Entscheidungskompetenz des Obersten Gerichtshofs zu entziehen.

### National Rifle Association
Rechtsanwalt Alan Gura äußerte schon 2003, dass die NRA wohl alles tun würde, um eine Entscheidung des Obersten Gerichtshofs über den Fall zu verhindern.
Diese Einschätzung wurde von Wayne LaPierre, dem CEO der NRA bestätigt. Es habe auf Seiten der NRA lebhafte Diskussionen darüber gegeben, ob sich eine Mehrheit von Richtern fände, die die Verfassung so verstünden wie die Kläger. Schließlich habe man sich jedoch entschieden, die Klägerseite zu unterstützen.
Unmittelbar nach der Entscheidung des Gerichtshofs reichte die NRA Klagen gegen die Waffengesetze der Städte Chicago und San Francisco ein.

### Brady Campaign to Prevent Gun Violence
Die Brady Campaign to Prevent Gun Violence beteiligte sich schon in den ersten Instanzen an der Diskussion. Paul Helmke, der Vorsitzende der Brady Campaign schlug eine Änderung des Waffenrechts im District of Columbia vor. Es sei, gab er zu bedenken, zu befürchten, dass – sollte der Oberste Gerichtshof für die Kläger entscheiden – eine Flut von Klagen gegen Waffengesetze einsetze.

## Auswirkung auf Gesetzgebung und Rechtsprechung
Am 16. Dezember 2008 verabschiedete das D.C. Council den Firearm Registration Amendment Act of 2008. In diesem wurden die vom Obersten Gerichtshof gefundenen Ergebnisse in Gesetzesform gebracht und neue Voraussetzungen zur Registrierung von Waffen festgelegt.
Seit Juni 2008 wurden bei Untergerichten über 60 Fälle verhandelt, in denen über die Verfassungsmäßigkeit verschiedener Gesetze zur Waffenkontrolle zu entscheiden war. Jedes einzelne dieser Gesetze wurde für mit dem 2. Verfassungszusatz vereinbar erklärt. Grundlage dieser Entscheidungen war einer der letzten Abschnitte der Entscheidung des Obersten Gerichtshofs, wo es heißt: „Diese Entscheidung soll in keinem Fall solche Verbote in Zweifel ziehen, die den Waffenbesitz von Verbrechern oder Geisteskranken unterbinden oder das Tragen von Waffen an bestimmten Orten wie Schulen und öffentlichen Gebäuden regeln oder den Verkauf von Waffen bestimmten Bedingungen unterwerfen.“
2010 hat der Oberste Gerichtshof in McDonald v. City of Chicago 561 U.S. 742 (2010) festgelegt, dass das individuelle Recht auf Waffenbesitz aufgrund des 14. Zusatzartikels auch in den Bundesstaaten garantiert ist; 2022 in NYRPA v. Bruen (2022), dass es auch in der Öffentlichkeit garantiert ist.